# Synode van Brixen
De Synode van Brixen of de Synode van Bressanone vond plaats op 15 juni 1080 in Brixen (Italië) op aansturen van keizer Hendrik IV. Na afloop van de synode werd paus Gregorius VII afgezet en vervangen door tegenpaus Clemens III.

## Achtergrond
De relatie Paus-Keizer was al lang verzuurd. De paus kon het niet hebben dat de keizer zich bezighield met kerkelijke zaken en omgekeerd de keizer kon het niet hebben dat de kerk zich moeide met wereldlijke aangelegenheden. Met de dictatus papae stelde paus Gregorius VII in 1075 duidelijk, dat hij het hoogste gezag was binnen Kerk en maatschappij. Daarop riep Hendrik IV de Synode van Worms (1076) bijeen en zette paus Gregorius VII af, drie weken later excommuniceerde paus Gregorius VII, Hendrik IV. Gevolg was dat een deel van de bisschoppen de paus niet meer volgde en een deel van de edelen, Hendrik niet meer. Beide partijen dreigden met een tegenkandidaat.
Mathilde van Toscane stelde een bemiddeling voor en wat volgde, is wat men noemt, de Tocht naar Canossa of de boetedoening van Hendrik IV. De anti-Hendrik partij zat niet stil en koos ondertussen, Rudolf van Rheinfelden, de zwager van Hendrik, tot tegenkoning. Een gewapend conflict brak tussen de twee partijen uit. Paus Gregorius VII steunde Rudolf en in maart 1080 werd Hendrik opnieuw geëxcommuniceerd. Hendrik riep hierop de Synode van Brixen bijeen en zette Gregorius opnieuw af.

## Synode
29 bisschoppen ondertekenden het decreet. Paus Gregorius werd beschuldigd van simonie, geweld, ketterij, necromantie en moord. Hij werd specifiek beschuldigd van het vergiftigen van zijn vier voorgangers. Hij had zich het bisdom Rome onrechtmatig toegeëigend. Hij woonde obscene shows bij. De laatste misdaad was de steun die hij verleende aan een verrader, Rudolf. Hoewel de meest grove beschuldigingen door de moderne wetenschap worden verworpen, waren niet alle beschuldigingen in het synodale decreet een verzinsel voor propagandadoeleinden. De beschuldigingen met betrekking tot de acties van Gregorius voor het steunen van Rudolf waren waar.
De laatste zin van het synodale decreet was, dat Gregorius "canoniek zou moeten worden afgezet en voor altijd uitgewezen en veroordeeld, als hij, na dit [decreet] te hebben gehoord, niet aftreedt."  Alle aanwezige prelaten, op twee na, ondertekenden het decreet. Hendrik IV ondertekende het decreet na de bisschoppen.